# اوبرگونتسبورگ
اوبرگونتسبورگ (به آلمانی: Obergünzburg) یک شهر در آلمان است که در استالگوی واقع شده‌است.